# Cerkiew Podwyższenia Krzyża Świętego w Dziewięcierzu
Cerkiew Podwyższenia Krzyża Świętego w Dziewięcierzu – nieistniejąca drewniana parafialna cerkiew greckokatolicka, znajdująca się w Dziewięcierzu.
Cerkiew zbudowana została w latach 1837-1839, w miejscu starszej, drewnianej cerkwi. Parafia należała do dekanatu potelickiego, po I wojnie światowej do rawskiego.
Cerkiew została zniszczona w czasie II wojny światowej.

## Literatura
- Dmytro Błażejowśkyj, "Istorycznyj szematyzm Peremyskoji Eparchiji z wkluczennjam Apostolśkoji Administratury Łemkiwszczyny (1828-1939)", Lwów 1995, ISBN 5-7745-0672-X